# パウロ・ガッサニーガ
パウロ・ディノ・ガッザニーガ（スペイン語: Paulo Dino Gazzaniga, 1992年1月2日 - ）は、アルゼンチン・ムルフィー出身のサッカー選手。ジローナFC所属。元アルゼンチン代表。ポジションはGK。

## 経歴

### ジリンガム
バレンシアCFのユースチームに所属していたが、トップチームには昇格できず、2011年6月にジリンガムFCからオファーを受け、2年契約を結んだ。

### サウサンプトン
2012年7月にサウサンプトンFCに4年契約で移籍。同年9月22日のアストン・ヴィラFC戦にて、プレミアリーグデビューを果たす。しかしフレイザー・フォースターらの控えに回る機会が多く、2014-15シーズンは2試合の出場に終わった。

### ラージョ・バジェカーノ
2016年7月29日、セグンダ・ディビシオンに降格したラージョ・バジェカーノに期限付き移籍。

### トッテナム・ホットスパー
2017年8月23日、トッテナム・ホットスパーFCと2022年までの契約を締結。背番号は22番と発表された。ウーゴ・ロリスおよびミシェル・フォルムの欠場により、11月5日のクリスタル・パレスFC戦でデビューを果たし、枠内シュートを防ぐ活躍を見せ、勝利に貢献した。
2019-20シーズンはフォルムの退団により正式に第2GKに昇格した。9月21日の第6節レスター・シティFC戦でロリスの欠場に伴い同シーズン初出場を記録した。10月5日の第8節ブライトン戦にて、ロリスが左肘脱臼の重傷を負って退場したため途中出場し、以降長期間に渡ってレギュラーGKを務めた。第10節リヴァプール戦では、1-2で敗れはしたものの、枠内シュート13本のうち実に11本をストップする活躍を見せた。第18節チェルシー戦では、相手のスルーパスを処理しようと飛び出した際に目測を誤ってマルコス・アロンソに激突し、PKを献上した。ロリスの復帰により同シーズンのリーグ戦最後の出場となった第23節ワトフォード戦では、後半25分にトロイ・ディーニーのPKをストップし、クリーンシートを達成して最終戦を飾った。リーグ戦18試合でのセーブ率70.9%は、同シーズンに10試合以上出場したGK23人中10位であった。しかし、2020-21シーズンはジョー・ハートの加入により、ベンチ入りもままならなかった。

### エルチェ
2021年2月1日、エルチェCFへのローン移籍が発表された。しかし、正GKエドガル・バディアからポジションを奪取することは出来ず、8試合の出場に留まった。

### フラム
2021年7月24日、フラムFCと2年契約を結んだ。同年はマレク・ロダークとポジションを争いながら、リーグ戦13試合に出場した。しかし、2022ｰ23シーズンよりベルント・レノが加入すると第3GKに追いやられ、構想外となった。

### ジローナ
2022年9月1日、ジローナFCにローン移籍。同シーズン終了後の2023年6月6日、ジローナへ完全移籍し、2年契約を交わした。
2023ｰ24シーズンは、正GKとしてリーグ戦全38試合にフル出場。12試合のクリーンシートを記録し、チームの3位フィニッシュとチャンピオンズリーグ出場に大きく貢献した。

## 個人成績
2023年6月8日現在
| クラブ                        | シーズン     | リーグ             | リーグ | リーグ | カップ | カップ | リーグカップ | リーグカップ | その他 | その他 | 合計 | 合計 |
| クラブ                        | シーズン     | ディビジョン       | 出場   | 得点   | 出場   | 得点   | 出場         | 得点         | 出場   | 得点   | 出場 | 得点 |
| ----------------------------- | ------------ | ------------------ | ------ | ------ | ------ | ------ | ------------ | ------------ | ------ | ------ | ---- | ---- |
| ジリンガム                    | 2011-12      | リーグ2            | 20     | 0      | 1      | 0      | 0            | 0            | 1      | 0      | 22   | 0    |
| ジリンガム                    | 合計         | 合計               | 20     | 0      | 1      | 0      | 0            | 0            | 1      | 0      | 22   | 0    |
| サウサンプトン                | 2012-13      | プレミアリーグ     | 9      | 0      | 0      | 0      | 2            | 0            | -      | -      | 11   | 0    |
| サウサンプトン                | 2013-14      | プレミアリーグ     | 8      | 0      | 0      | 0      | 0            | 0            | -      | -      | 8    | 0    |
| サウサンプトン                | 2014-15      | プレミアリーグ     | 2      | 0      | 0      | 0      | 0            | 0            | -      | -      | 2    | 0    |
| サウサンプトン                | 2015-16      | プレミアリーグ     | 2      | 0      | 0      | 0      | 0            | 0            | -      | -      | 2    | 0    |
| サウサンプトン                | 2017-18      | プレミアリーグ     | 0      | 0      | -      | -      | -            | -            | -      | -      | 0    | 0    |
| サウサンプトン                | クラブ通算   | クラブ通算         | 21     | 0      | 0      | 0      | 2            | 0            | -      | -      | 23   | 0    |
| ラージョ・バジェカーノ (loan) | 2016-17      | セグンダ           | 32     | 0      | 2      | 0      | -            | -            | -      | -      | 34   | 0    |
| トッテナム・ホットスパー      | 2017-18      | プレミアリーグ     | 1      | 0      | 0      | 0      | 0            | 0            | 0      | 0      | 1    | 0    |
| トッテナム・ホットスパー      | 2018-19      | プレミアリーグ     | 3      | 0      | 2      | 0      | 5            | 0            | 1      | 0      | 11   | 0    |
| トッテナム・ホットスパー      | 2019-20      | プレミアリーグ     | 18     | 0      | 2      | 0      | 1            | 0            | 4      | 0      | 25   | 0    |
| トッテナム・ホットスパー      | 2020-21      | プレミアリーグ     | 0      | 0      | 0      | 0      | 0            | 0            | 0      | 0      | 0    | 0    |
| トッテナム・ホットスパー      | クラブ通算   | クラブ通算         | 22     | 0      | 4      | 0      | 6            | 0            | 5      | 0      | 37   | 0    |
| エルチェ (loan)               | 2020-21      | プリメーラ         | 8      | 0      | -      | -      | -            | -            | -      | -      | 8    | 0    |
| フラム                        | 2021-22      | チャンピオンシップ | 13     | 0      | 2      | 0      | 0            | 0            | -      | -      | 15   | 0    |
| フラム                        | 20222-23     | プレミアリーグ     | 0      | 0      | 0      | 0      | 0            | 0            | -      | -      | 0    | 0    |
| フラム                        | クラブ通算   | クラブ通算         | 13     | 0      | 2      | 0      | 0            | 0            | 0      | 0      | 15   | 0    |
| ジローナ (loan)               | 2022-23      | プリメーラ         | 28     | 0      | 0      | 0      | -            | -            | -      | -      | 28   | 0    |
| キャリア通算                  | キャリア通算 | キャリア通算       | 133    | 0      | 9      | 0      | 8            | 0            | 6      | 0      | 156  | 0    |